# Orival (Charente)
Orival – miejscowość i gmina we Francji, w regionie Nowa Akwitania, w departamencie Charente.
Według danych na rok 1990 gminę zamieszkiwało 177 osób, a gęstość zaludnienia wynosiła 33 osoby/km² (wśród 1467 gmin regionu Poitou-Charentes, Orival plasuje się na 818. miejscu pod względem liczby ludności, natomiast pod względem powierzchni na miejscu 1057.).